# Міхал Фехтер
Міхал Фехтер (пол. Michał Fechter, 1843 Львів — 1908) — львівський інженер, архітектор. Брав участь у польському повстанні 1863 року. Протягом 1864—1869 років навчався у львівській Технічній школі. Член Політехнічного товариства у 1877–1896 роках. Працював у Львові у стилях історизму, а пізніше — сецесії.
Будівлі у Львові
- Дім Товариства столярів на розі площі Соборної, 17 і Галицької, 9 (1875)[5].
- Житловий будинок на замовлення члена міської ради Петра Вайди на нинішній вулиці Винниченка, 26 (1879). Будівництву передував один нереалізований проєкт цього ж архітектора від 1876 року[6].
- Житловий будинок фабриканта Берла Нойвонера на Снопкові (1879)[7].
- Житловий будинок на вулиці Винниченка, 28 у Львові (1880)[8].
- Керівництво спорудженням корпусу монастиря Сакр Кер у Львові (1870—1880-ті, проект Вінцента Равського-старшого)[1].
- Реконструкція будинку на площі Катедральній, 3 (1889)[9].
- Вілла живописця Станіслава Батовського-Качора на нинішній вулиці Самчука, 1 (1890, збереглась у перебудованому вигляді)[10].
- Реконструкція кам'яниці № 25 на площі Ринок (1893). Перебудовано сіни, фронтову крамницю і сходи з партеру на мезонін.[11]
- Реконструкція синагоги «Ковеа ітем лє Тора» на вулиці Шпитальній (1893, втрачена)[12].
- Житловий будинок на розі площі Ринок, 22 і вулиці Галицької, 1 (1893–1895)[13].
- Реконструкція житлового будинку на вулиці Друкарській, 6-А (1898)[14].
- Реконструкція житлового будинку на вул. Шевській, 4 (1899)[15].
- Сецесійна будівля театру «Колізей» на нинішній вулиці Куліша (1898—1900, спільно з Артуром Шлеєном, не збереглась)[8].
- Сецесійні прибуткові житлові будинки № 6—14 на парній стороні вулиці Лемківської у Львові (1907)[16].
- Нереалізований проєкт єзуїтської гімназії у Хирові[17].

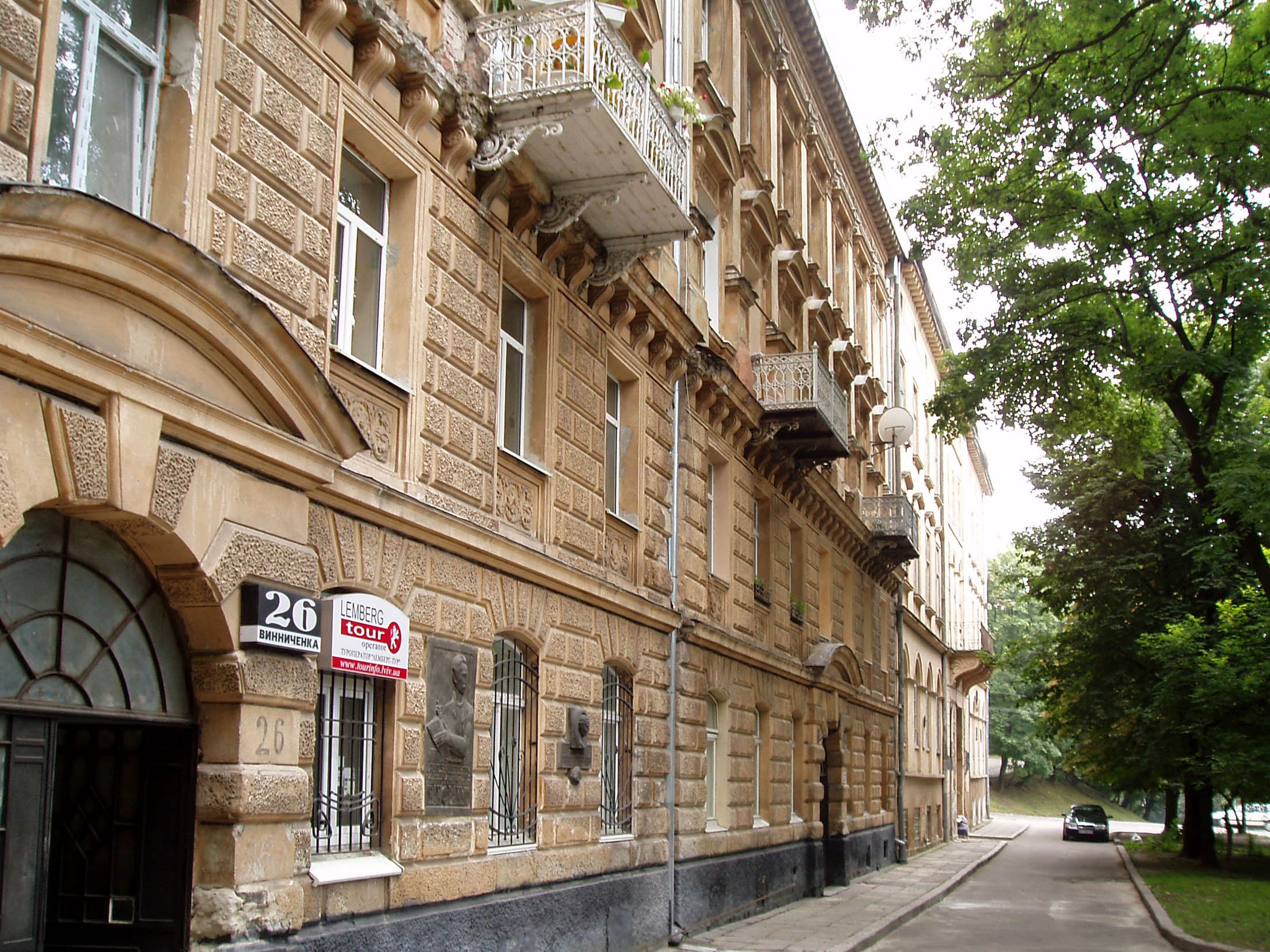
Вулиця Винниченка, 26 (1879 рік)
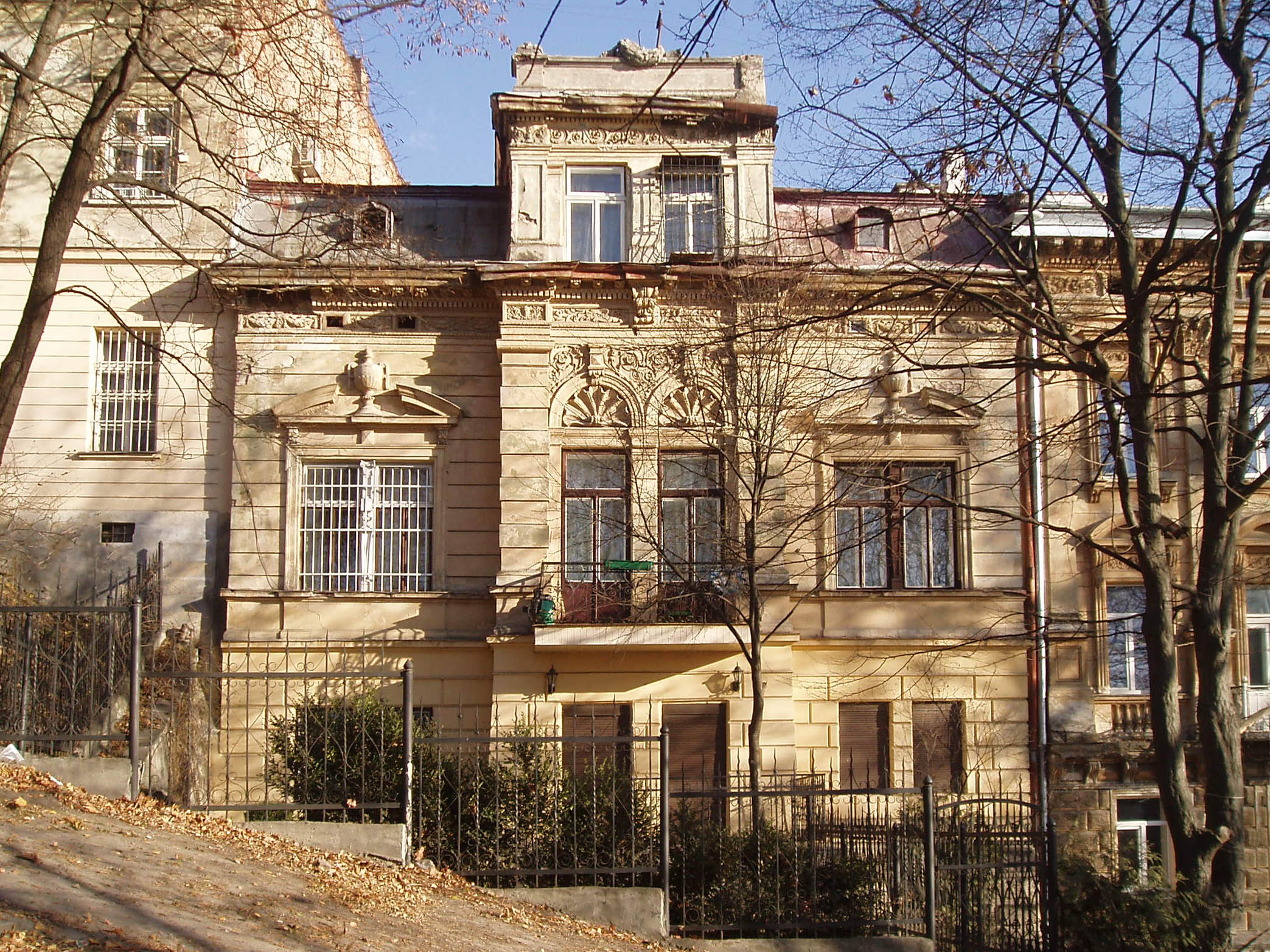
Вулиця Винниченка, 28 (1880 рік)
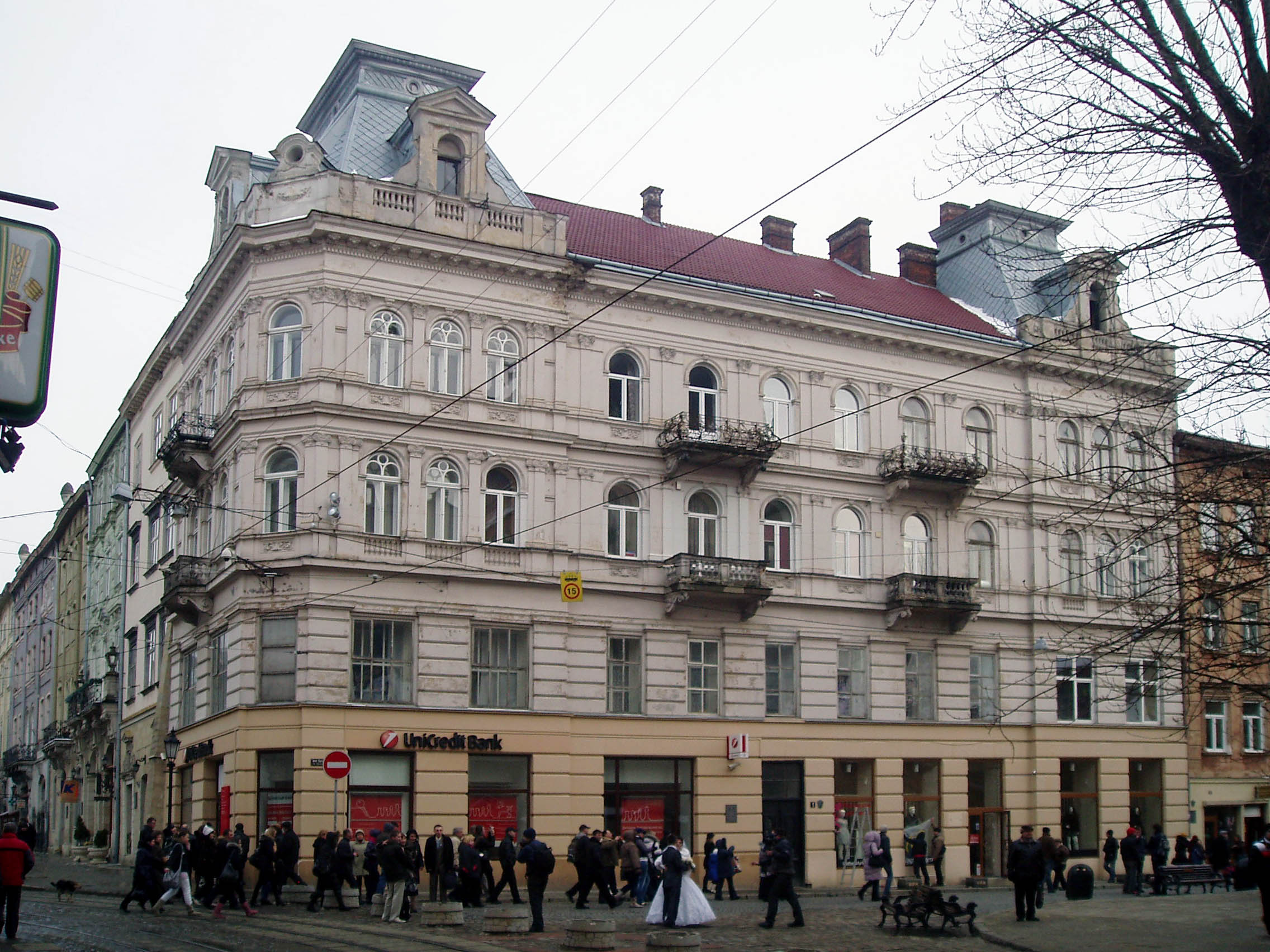
Дім на розі площі Ринок і вулиці Галицької (1895 рік)